# تخمان ميري
تخمان ميري (بالفارسية: تخمان میری) هي قرية تقع في قسم جلغة تشاة هاشم الريفي (مقاطعة دلغان) في إيران. يقدر عدد سكانها بـ 25 نسمة .